# Ostrava villamosvonal-hálózata
Ostrava villamosvonal-hálózata (cseh nyelven: Tramvajová doprava v Ostravě) egy normál nyomtávolságú villamoshálózat a csehországi Ostravában. Tizenöt nappali és kettő éjszakai vonalból áll, a teljes hossza 62,7 km. A város első járata 1894. augusztus 18-án gőzvontatással indult, az elektromos meghajtású villamost 1901. május 1-jén adták át.

## Járművek
| Kép | Típus          | Altípusok                               | Beszerzés éve | Összdarabszám |
| --- | -------------- | --------------------------------------- | ------------- | ------------- |
|     | Tatra T3       | T3SU, T3SUCS, T3G, T3R.E, T3R.P, T3R.EV | 1965          | 250           |
|     | Tatra K2       | K2G, K2P                                | 1967          | 10            |
|     | Tatra KT8D5    | KT8D5R.N1                               | 1989          | 16            |
|     | Tatra T6A5     | Tatra T6A5                              | 1994          | 38            |
|     | Škoda 03T      | Škoda 03T                               | 1998          | 14            |
|     | Inekon 01 Trio | Inekon 01 Trio                          | 2002          | 9             |
|     | VV60LF         | VV60LF                                  | 2005          | 2             |
|     | VarioLF        | VarioLFR.E, VarioLFR.S                  | 2005          | 18            |
|     | VarioLF2       | VarioLF2.E, VarioLF2R.S                 | 2007          | 3             |
|     | VarioLF3       | VarioLF3                                | 2006          | 2             |
|     | VarioLF3/2     | VarioLF3/2                              | 2008          | 3             |
|     | VarioLF2 plus  | VarioLF2 plus                           | 2009          | 1             |

## Vonalak
| Viszonylat | Nappali | Éjszakai | Végállomások                                              | Végállomások         |
| ---------- | ------- | -------- | --------------------------------------------------------- | -------------------- |
| 1          | X       |          | Hlavní nádraží                                            | Dubina               |
| 2          | X       | X        | Hlavní nádraží                                            | Výškovice            |
| 3          | X       |          | Dubina                                                    | Poruba,vozovna       |
| 4          | X       | X        | Nová huť jižní brána / Hranečník                          | Martinov             |
| 5          | X       |          | Poruba,Vřesinská                                          | Budišovice,Zátiší    |
| 6          | X       |          | Mor. Ostrava,Plynárny                                     | Výškovice            |
| 7          | X       | X        | Výškovice                                                 | Poruba,Vřesinská     |
| 8          | X       | X        | Hlavní nádraží / Přívoz,Hlučínská / Mor. Ostrava,Plynárny | Poruba,Vřesinská     |
| 10         | X       |          | Hranečník                                                 | Dubina               |
| 11         | X       |          | Mor. Ostrava,Plynárny                                     | Zábřeh               |
| 12         | X       |          | Hranečník                                                 | Dubina               |
| 14         | X       |          | Přívoz,Hlučínská                                          | Nová huť jižní brána |
| 15         | X       |          | Dubina                                                    | Výškovice            |
| 17         | X       |          | Dubina                                                    | Poruba,Vřesinská     |
| 18         |         | X        | Hlavní nádraží                                            | Dubina               |
| 19         |         | X        | Dubina                                                    | Martinov             |

## Fordítás
- Ez a szócikk részben vagy egészben  a   Tramvajová doprava v Ostravě című cseh Wikipédia-szócikk ezen változatának fordításán alapul.  Az eredeti cikk szerkesztőit annak laptörténete sorolja fel. Ez a jelzés csupán a megfogalmazás eredetét és a szerzői jogokat jelzi, nem szolgál a cikkben szereplő információk forrásmegjelöléseként.